# Lovesick Electric
Lovesick Electric è il primo album in studio della band pop rock Hot Chelle Rae, pubblicato nel 2009 per la Jive Records.

## Tracce
1. Say (Half Past Nine) – 3:40
2. I Like to Dance – 3:00
3. Never Have I Ever – 3:15
4. Bleed – 3:53
5. Bushes – 3:21
6. Problematique – 3:08
7. The Distance – 3:48
8. Alright – 2:55
9. Queen Of The Scene – 2:51
10. Nothing Left To Hide – 3:39
11. Last One Standing – 5:47